# Gaig turquesa
El gaig turquesa (Cyanolyca turcosa) és una espècie d'ocell de la família dels còrvids (Corvidae) que habita boscos dels Andes, al sud-est de Colòmbia, oest i est de l'Equador i nord-oest del Perú.